# Anacanthobatis marmoratus
Anacanthobatis marmoratus е вид хрущялна риба от семейство Anacanthobatidae.

## Разпространение и местообитание
Видът е разпространен в Мозамбик и Южна Африка.
Обитава океани и морета. Среща се на дълбочина от 230 до 322 m, при температура на водата от 11,3 до 13 °C и соленост 35 – 35,2 ‰.

## Описание
На дължина достигат до 29 cm.